# Коста-Мазнага
Коста-Мазнага (итал. Costa Masnaga) — коммуна в Италии, располагается в регионе Ломбардия, подчиняется административному центру Лекко.
Население составляет 4385 человек, плотность населения составляет 877 чел./км². Занимает площадь 5 км². Почтовый индекс — 23845. Телефонный код — 031.
В коммуне 15 августа особо празднуется Успение Пресвятой Богородицы.